# Dentsu
Dentsu Inc. (en japonés: 株式会社電通, romanizado: Kabushiki-gaisha Dentsū o acortado como 電通 Dentsū) es una sociedad anónima japonesa de publicidad y relaciones públicas internacionales con sede en Tokio. Dentsu es actualmente la quinta red de agencias de publicidad más grande del mundo en términos de ingresos mundiales. Dentsu compró Aegis en 2012 y formó la Dentsu Aegis Network, que tiene su sede en Londres y opera en 145 países de todo el mundo con alrededor de 45.000 empleados. La red Dentsu Aegis Network está compuesta por 10 marcas de la red global -Carat, Dentsu, Dentsu media, iProspect, Isobar, mcgarrybowen, Merkle, MKTG, Posterscope y Vizeum- y está respaldada por sus marcas especializadas/multimercados.

## Historia
En 1901 Mitsunaga Hoshirō fundó la empresa Nihon Kōkoku y Dempō Tsūshinsha en 1906 funda Telegraphic Service Co. En 1906, Telegraphic Service Co. se convirtió en Japan Telegraphic Communication Co. (日本電報通信社, Nippon Denpo Tsushin-sha). Al año siguiente, Japan Advertising Ltd. se fusionó con Japan Telegraphic Communication Co. para crear operaciones de publicidad y comunicaciones.
En 1936, Japan Telegraphic Communication Co. vendió su división de noticias a la agencia de noticias Dōmei Tsushin, para cambiar el enfoque de la compañía a la publicidad especializada. En 1946, se adquirieron 16 empresas para complementar el negocio publicitario de Japan Telegraphic. Ese mismo año, se establecieron bases de operaciones en Tokio, Osaka, Nagoya y Kyūshū. 
En 1943, se adquieren 16 agencias de publicidad y se establecen localizaciones en Ōsaka, Nagoya y Kyūshū En 1955, el nombre de la compañía fue abreviado a Dentsū . 
En 1951, con la llegada de la radiodifusión comercial a Japón, se estableció la División de Radio en las oficinas centrales y locales de Japan Telegraphic. En 1955, Japan Telegraphic Communication Co, Ltd. cambió su nombre a Dentsu.[cita requerida] En 1995, Dentsu creó cinco filiales regionales nacionales.[cita requerida]
En 1981 Dentsu funda la empresa conjunta Dentsu Young & Rubicam (DYR) con la agencia de publicidad americana Young & Rubicam. Desde 2001, las acciones de la empresa cotizan en la Bolsa de Tokio.

### Puesta en bolsa
Dentsu cotiza en la Bolsa de Tokio en 2001. Durante la oferta pública inicial de Dentsu, en diciembre de 2001, un operador de UBS Warburg, el banco de inversión suizo, envió una orden para vender 610.000 acciones de esta empresa a ¥1 cada una, mientras que tenía la intención de vender 1 acción a ¥610.000. El banco perdió 71 millones de libras esterlinas.
Las ventas de Dentsu son más del doble de las de su competidor más cercano, Hakuhodo o ADK, en el mercado japonés, gracias a los orígenes de la empresa como representante de los medios de comunicación durante la primera parte del siglo XX, produciendo los primeros anuncios en periódicos y los primeros comerciales de televisión en Japón.[cita requerida]

### Aegis Group
El 12 de julio de 2012, Dentsu acordó la adquisición de Aegis Group plc, con sede en Gran Bretaña, en un acuerdo en efectivo por valor de 4.900 millones de dólares. El acuerdo se cerró en marzo de 2013. Dentsu anunció que lanzaría la Red Dentsu Aegis, que gestionaría todo el trabajo de Aegis Media y las operaciones de Dentsu en todo el mundo.

### Problemas laborales
El 25 de diciembre de 2015, Matsuri Takahashi, graduada de la Universidad de Tokio y empleada de 24 años de Dentsu, se suicidó. El gobierno japonés reconoció oficialmente su suicidio como karoshi. En agosto de 2015, Dentsu fue sorprendido al exceder el límite máximo de 70 horas de horas extras mensuales.
El Sr. Tadashi Ishii, Director Representante y Presidente y CEO,  notifico a Dentsu el 28 de diciembre de 2016 que renunciará como Director Representante y Presidente y CEO. Sus papeles fueron enviados a la oficina del fiscal debido a la violación de la Ley de Normas Laborales.
En julio de 2017, la empresa Dentsu fue acusada oficialmente por las autoridades japonesas de la muerte de Takahashi. No se acusó a ningún individuo, sólo a la corporación.

### Copa América
En septiembre de 2018 la Conmebol (Confederación Sudamericana de Fútbol) eligió por unanimidad a la empresa japonesa Dentsu para comercializar los derechos de la Copa América 2019 a realizar en Brasil, que incluyen derechos de patrocinio y licencias, así como para prestar servicios de consultoría, según informó este viernes la institución.

## Proyectos
Dentsu Inc. clasifica los mercados de proyectos en cuatro partes diferentes: Mercado nacional de publicidad; mercado relacionado con la publicidad; mercado nuevo; mercado extranjero (además de Dentsu Aegis Network, su subsidiaria en el extranjero, que opera en más de 120 países). El mercado nacional de publicidad consiste en proyectos de medios de comunicación. Los proyectos relacionados con la publicidad consisten en servicios de marketing. El nuevo mercado consiste en la publicidad de eventos deportivos. El mercado extranjero contiene las tres categorías antes mencionadas en el mercado extranjero.
En marzo de 2011, Dentsu formó una asociación oficial con Facebook para ayudar a desarrollar páginas de Facebook, anuncios en Facebook y estrategias de marketing en general. La asociación también proporciona a Dentsu un espacio publicitario premium en Facebook.

## Edificio Dentsu
El Edificio Dentsu es un edificio de gran altura en Shiodome, Minato, Tokio, que alberga las oficinas corporativas de Dentsu. Con 48 pisos que alcanzan los 213,34 m (700 pies), es el undécimo edificio más alto de Tokio. Fue diseñado por el arquitecto francés Jean Nouvel, y fue terminado en 2002. Fue construido sobre la primera estación de tren de Tokio, y se encuentra al lado de los Jardines Hamarikyu, antiguamente el sitio de la casa de vacaciones de un shogun.

## Compañías del Grupo Dentsu en Japón

### Filiales de primer nivel
- Ad Area Co., Ltd.
- Ad Dentsu Osaka Inc.
- Battery Inc.
- Bless You Inc.
- Boardwalk Inc.
- Build Creativehaus Inc.
- Creative Associates Ltd.
- Cyber Communications Inc.
- Dentsu Ad-Gear Inc.
- Dentsu Casting and Entertainment Inc.
- Dentsu Consulting Inc.
- Dentsu Creative Force Inc.
- Dentsu Creative X Inc.
- Dentsu Digital Holdings Inc.
- Dentsu Direct Force Inc.
- Dentsu East Japan Inc.
- Dentsu Hokkaido Inc.
- Dentsu Kyushu Inc.
- Dentsu Management Services Inc.
- Dentsu Marketing East Asia Inc.
- Dentsu Marketing Insight Inc.
- Dentsu Meitetsu Communications Inc.
- Dentsu Music and Entertainment Inc.
- Dentsu Okinawa Inc.
- Dentsu Operations Development Inc.
- Dentsu Public Relations Inc.
- Dentsu Sports Partners Inc.
- Dentsu Sudler & Hennessey Inc.
- Dentsu Tec Inc.
- Dentsu West Japan Inc.
- Dentsu Works Inc.
- Dentsu Young & Rubicam Inc.
- Dof Inc.
- Drill Inc.
- The Goal Inc.
- Ignite Inc.
- Information Services International-Dentsu, Ltd.
- JEB Co., Ltd.
- Nakahata Inc.
- One Sky Inc.
- OOH Media Solution, Inc.
- Pict Inc. (Producing Image Creation & Technology)
- Shingata Azabu Inc.
- Shingata Inc.
- Watson-Crick Inc.
- Wunderman Dentsu Inc.
- XrossFace Inc.
- Yokohama Super Factory Co., Ltd.

### Filiales de segundo nivel
- 3P Corp.
- DA search & link Inc.
- Dentsu Customer Access Center Inc.
- Dentsu e-marketing One Inc.
- Dentsu Isobar Inc.
- Dentsu Macromill Inc.
- Dentsu On-Demand Graphics Inc.
- Dentsu Retail Marketing Inc.
- Dentsu Table Media Communications Inc.
- Estech Corp.
- iCON Inc.
- In-Store Communications Inc.
- Interlogics, Inc.
- ISID Advanced Outsourcing, Ltd.
- ISID Assist, Ltd.
- ISID Fairness, Ltd.
- ISID InterTechnologies, Ltd.
- iTiD Consulting, Ltd.

### Filiales y participaciones
- AKS Co., Ltd. (accionista minoritario)
- Geneon Universal Entertainment Japan[9]
- Madhouse (accionista minoritario)
- Shibuya-AX (joint venture)
- TNC (5.1%, accionista minoritario)
- Video Research Ltd. (34.2%,)

## Nota
- Kawashima, Nobuko. "Advertising agencies, media and consumer market: The changing quality of TV advertising in Japan." Media, Culture & Society 28#3 (2006): 393-410.
- Moriarty, Sandra, et al. Advertising: Principles and practice (Pearson Australia, 2014), Australian perspectives
- Sugiyama, Kotaro, and Tim Andree. The Dentsu Way: Secrets of Cross Switch Marketing from the World's Most Innovative Advertising Agency (2010)